# Giovanni Maggi
Giovanni Maggi (Roma, 1566 circa – Roma, 1630 circa) è stato un pittore e incisore italiano.

## Biografia
Della vita di Giovanni Maggi poco si conosce, come mostra l'incertezza anche sulle date di nascita e di morte. Altrettanto poco si sa della sua formazione. Le informazioni più strutturate sul suo conto ci sono pervenute da Giovanni Baglione che ne dà una breve scheda pochi anni dopo la morte:
Dicono che a gli allegri non passa mai il tempo, e pure il tempo, e l'allegrezza mancarono a Gio. Maggi Romano.

Questi fu dipintore & intagliatore all'acqua forte, & in particolare disegnava di prospettiva, e faceva diversi paesi dal naturale assai belli, che s'ei gli havesse coloriti di buona maniera (come hanno operato, & operano alcuni) haverebbe assai nome асquistato, perch'egli ben possedeva il disegno.

Fece Giovanni una Roma grandissima cavata, e disegnata in piano con tutte le strade, piazze, Chiese, palagi e case private соn tutto quello, che vi si trova, colorito: ma il pover'huomo, per mancamento di danari non la poté compire, e la necessitá fu cagione, che a quella perfettione, che haverebbe facto, se comodo stato fusse, egli non la potesse condurre, la quale poi fu intagliata in legno da Paolo Maupini. 

Il Maggi fece alcune belle vedute in disegni molto ben'intese, e con buon gusto formate.

Sonvi disegnate di suo le nove Chiese di Roma, ma da altri a bulino intagliate, le quali sono assai belle.

Era huomo allegro, e faceto e si pigliava gusto di dire le più bizzarre inventioni del Mondo, e cose fuor di modo ridicole. Fu virtuoso in diverse materie; & intendente anche d'architettura, come altresì ebbe vena di Poesia in cose burlesche.

Finalmente sempre stando su le burle, Gio. Maggi Romano s'ammalò da dovero, e con poca comodità, sopra il corso degli anni cinquanta, in questa gran Città terminò i giorni.".
Si sa che ebbe famiglia con moglie e tre o quattro figli, dopo il 1600 bottega in Campo Marzio, "alli Greci", cioè verso via dei Greci, e nel 1611 venne ammesso alla Congregazione di S. Giuseppe in qualità di pittore. Il biografo ne apprezza la buona mano per il disegno e l'abilità di vedutista, e ricorda come la scarsità di mezzi gli impedisse di esprimere appieno le proprie capacità.

## Opere
Il Maggi fu artista multiforme ed eclettico, come testimonia la varietà delle sue opere. Si va da illustrazioni di uccelli a una Bichierografia, raccolta di tavole rappresentanti variazioni di bicchieri, dedicata nel 1607 al cardinale Francesco Maria Bourbon del Monte che ne aveva una collezione, alla rappresentazione di architetture celebrative temporanee e di eventi di festa come il Catafalco per le esequie di Sisto V del 1591 o una Girandola a Castel Sant'Angelo del 1600, a piante di città, come una pianta di Firenze del 1597 e una di Pavia del 1600.
Le sue opere più sistematiche e oggi più note sono comunque quelle realizzate negli ultimi anni - le dieci basiliche e la pianta prospettica di Roma

### Le dieci basiliche del Giubileo
È una serie completa delle basiliche giubilari realizzata verso il 1620, caratterizzata dal formato: grandi fogli nel quali la rappresentazione della basilica, al centro, è incorniciata da rappresentazioni di particolari che ne supportano la descrizione (altari, sculture, arredi - anche opere in alcuni casi oggi perdute), e integrata da un'ampia etichetta descrittiva.

### Le piante di Roma
Nel 1600, in occasione del giubileo di Clemente VIII Aldobrandini, Maggi realizza una prima pianta prospettica di Roma, che anche per le ridotte dimensioni (cm 39,5 x 48,2) riscuote un buon successo commerciale e viene ripetutamente ristampata.
Anche in considerazione di ciò, probabilmente, alla vigilia del giubileo del 1625 Maggi intraprende la realizzazione delle matrici in legno per una nuova Pianta prospettica di Roma, questa volta di dimensioni assai più ampie (cm 224 x 428), e con un'impostazione paesaggistica che allarga lo sguardo anche allo spazio esterno alle mura. L'artista era però probabilmente già malato, dell'opera - suddivisa in 48 fogli - si stamparono probabilmente poche copie, talché nel 1773, Carlo Losi tentò di pubblicarla come opera originale.